# Il nemico negli occhi
Il nemico negli occhi è un romanzo dell'autore italiano Eraldo Affinati pubblicato nel 2001.
Il libro ha vinto lo stesso anno il Premio nazionale letterario Pisa nella categoria narrativa.

## Trama
In uno dei primi decenni del XXI secolo, dopo una non ben precisata catastrofe ecologica, a Roma l'inquinamento ha raggiunto livelli tali che persino uscire in strada è diventato insalubre. Le classi agiate si sono asserragliate in giganteschi grattacieli provvisti di impianti di depurazione dell'aria e di ogni comfort, mentre il resto della città, ormai sfuggito al controllo dello stato, è popolato da italiani poveri e immigrati. Tra questi grattacieli uno dei più imponenti è il Domix, una torre conica di oltre 1200 metri d'altezza costruita sul colle dell'Esquilino.
Affo, un quarantenne con problemi psichiatrici alle spalle ma dotato di notevole intelligenza e carisma, pur frequentando una delle zone pubbliche del Domix (la Sala Combi, dove si svolgono manifestazioni sportive come incontri di pugilato) matura una profonda insofferenza verso la presenza del grattacielo, visto come un segno di discriminazione e disuguaglianza sociale. Un giorno vede combattere alla Sala Combi il pugile egiziano Umu Nofal e, impressionato dalle sue doti, gli si propone come manager e allenatore. Conosce anche la sorella di Umu, Rosarita, che diventa la sua fidanzata. In realtà Affo intende utilizzare Umu, col suo consenso, in un piano che prevede che i suoi seguaci facciano irruzione nel Domix nella confusione che seguirebbe l'incontro di boxe, s'impadroniscano dei centri nevralgici della struttura e, dopo averla evacuata, l'abbattano. Si accorda quindi con uno dei dirigenti dell'Ecotex, la corporazione che gestisce il Domix, per organizzare un torneo al quale parteciperà anche il suo protetto, e conferma il suo interesse anche quando l'Ecotex impone che i pugili sconfitti vengano giustiziati seduta stante da una squadra d'assalto denominata Uccisori.
Al momento dell'incontro, il piano di Affo va in fumo perché Luciano Scoglio, colui che sembrava il suo seguace ideologicamente più acceso, ha tradito i suoi compagni in cambio dell'accettazione tra i residenti del Domix. Umu è eliminato dagli Uccisori; due amici di Affo, Alfredo Castro e Giuseppe Melchiorri, sono catturati dagli uomini del grattacielo e giustiziati dopo un interrogatorio, mentre altri (tra i quali Rosarita e lo stesso Affo) riescono a fuggire.
Dopo qualche giorno Affo prova a portare un secondo attacco al Domix, questa volta di tipo suicida, con pochissimi dei suoi seguaci superstiti: egli intende farsi esplodere nelle fondamenta del grattacielo, ma viene scoperto dalle guardie dell'Ecotex e si getta tra le fiamme sviluppatesi nei sotterranei. A questo punto, i disordini avvenuti nel quartiere spingono lo Stato a reagire: il Domix viene chiuso e smantellato, e al suo posto sorge un parco pubblico con un sistema di purificazione dell'aria accessibile a tutti.
Una trentina d'anni dopo questi eventi, una funzionaria del Ministero degli interni, Maria Rosalba Talanga, viene incaricata di redigere una relazione sull'accaduto, che però rimane lettera morta; dopo altri trent'anni la Talanga, sul punto di andare in pensione, riprende il suo resoconto integrandolo con le testimonianze dei pochi superstiti, e lo affida alla rete perché rimanga traccia delle imprese di Affo e dei suoi compagni per le generazioni future.

## Personaggi
- Affo: un orfano di cui non viene rivelato il nome completo. In gioventù, dopo aver messo in mostra le sue qualità, viene invitato a lavorare nel Domix, ma rifiuta preferendo continuare a vivere a stretto contatto con la gente dell'Esquilino. Dopo il ricovero in clinica psichiatrica, si trova un alloggio in una torre di Porta Asinaria, sulle Mura Aureliane. I suoi migliori amici sono Alfredo Castro e Giuseppe Melchiorri; attorno a sé raduna una corte dei miracoli di orfani, straccioni e diseredati, attratti dal suo carisma. Non esita a sacrificare per la causa la propria vita e quella dei suoi accoliti, ma solo dopo aver accertato che questi sono consenzienti. È descritto come un quarantenne alto, affetto da calvizie, con baffi e pizzetto, che veste da motociclista.
- Alfredo Castro: trentaquattrenne amico di Affo. Gestisce un banco di chincaglieria al mercato di Piazza Vittorio, con i suoi due aiutanti Madu e Said, originari del Burkina Faso. Viene catturato dopo il primo attacco al Domix, interrogato e fucilato.
- Giuseppe Melchiorri: trentenne amico di Affo, infermiere in una casa di riposo sul Colle Oppio. Subisce la stessa sorte del precedente.
- Bruno Costa: professore di storia in pensione che vive con la moglie nella casa di riposo dove lavora Melchiorri. Rimasto vedovo, inizia a seguire il suo infermiere nelle riunioni clandestine a cui partecipa e viene in contatto con Affo. Partecipa al primo attacco al grattacielo e riesce a fuggire con Rosarita Nofal, ma il suo rifugio viene scoperto dalle guardie del Domix ed è ucciso da un colpo esploso mentre cerca di mettersi in salvo. Lascia un quaderno con la sua versione dei fatti che sarà di grande aiuto per la ricostruzione della Talanga.
- Luciano Scoglio: agitatore politico nostalgico del comunismo, dopo aver incontrato Affo cerca di dare alle sue azioni un'impronta più marcatamente ideologica. Tradisce il gruppo in cambio della prospettiva di una vita dorata nel Domix e provoca il fallimento del primo attacco di Affo.
- Umu Nofal: pugile egiziano di cui Affo diventa allenatore e manager. Accetta, a rischio della vita, di combattere nel nuovo torneo mortale organizzato in Sala Combi. È sconfitto dal suo avversario Ruggero Vicentini, un pugile residente al Domix, e si ritrova con la gola tagliata da un Uccisore.
- Rosarita Nofal: sorella di Umu e compagna di Affo. Viene descritta come una ragazza molto attraente, dal fisico minuto e sinuoso e dalla carnagione scura, e dalla forte personalità. Riesce a fuggire dal primo fallito attacco al Domix e dall'irruzione nella quale perde la vita Bruno Costa. Sessant'anni dopo gli eventi, viene ritrovata ottantaquattrenne dalla Talanga nella stessa casa dove nacque Affo.
- Padre Arturo Kosič: sacerdote ucraino membro della Chiesa Itinerante (branca della Chiesa cattolica nata dopo la catastrofe ambientale). Fa azione di apostolato nei sotterranei dove si riuniscono i seguaci di Affo, che talvolta partecipano alle sue cerimonie. Cerca invano di dissuadere Affo dall'attaccare il grattacielo. Successivamente è inviato dal Vaticano a fare un sopralluogo in Castel Sant'Angelo, occupato dai senzatetto, ed è ucciso da una sciabolata infertagli probabilmente da uno di questi.
- Raffaello Todaro: dirigente dell'Ecotex. Organizza con Affo il torneo di pugliato ed è lui a imporre che i perdenti siano eliminati dagli Uccisori. Dopo il primo attacco è chiamato a difendersi dalle accuse di aver permesso che dei facinorosi entrassero nel palazzo.
- Romolo Sarti: orfano seguace di Affo, quindicenne all'epoca dei fatti. È scelto da Affo con altri due ragazzini per portare l'esplosivo al plastico con cui far saltare in aria il Domix in un attacco suicida. Vedendo morire Affo, si arrende alle guardie. Viene condannato all'ergastolo; sessant'anni dopo è visitato dalla Talanga in carcere.
- Fabio Litti: orfano seguace di Affo, anch'egli adolescente all'epoca dei fatti. Arrestato poco dopo il secondo attacco al Domix, subisce la stessa sorte del precedente.
- Abid Bouilat: seguace di Affo di origine marocchina, incarcerato per sessant'anni come Sarti e Litti. Non rinnega il suo passato, ma, come rivela alla Talanga, a differenza dei suoi antichi compagni ha rivisto criticamente il personaggio di Affo, diventando consapevole dei suoi difetti oltre che dei suoi pregi. Sostiene che Affo abbia cercato volutamente la morte perché aveva sempre vissuto col nemico negli occhi.
- Equizia: prostituta soprannominata così da Affo, che ne è stato occasionalmente amante. Conosce benissimo i sotterranei della capitale e aiuta Affo nei suoi piani. Dopo gli attacchi al Domix, si finge pazza per non tradirlo.
- Maria Rosaria Talanga: la narratrice della storia, funzionaria del ministero degli interni. Al momento della sua prima indagine è una donna di quarant'anni, sposata con Fulgenzio, senza figli. Trent'anni dopo è una vedova sul punto di andare in pensione, che vive col suo gatto Zar. Il personaggio di Affo l'affascina e le pare di sentire spesso la sua voce che la esorta a divulgare la sua memoria.
- Antonella: nipote di Maria Rosaria, va spesso a suonare il pianoforte della zia per tenerle compagnia.
- Yu: fidanzato cinese di Antonella. Suona il violino.

## Stile
La narrazione si svolge su diversi piani temporali: il presente da cui scrive Maria Rosalba, il passato di trent'anni prima in cui svolse la sua prima indagine e quello di sessant'anni prima in cui si svolsero i fatti cruenti, più gli inserti sulla Seconda guerra mondiale ricostruita in realtà virtuale. I documenti riutilizzati dalla Talanga sono riportati nella loro interezza, con alcuni commenti della narratrice che emergono qua e là; ciò, secondo quanto riporta il critico Bruno Nacci, tende a ridimensionare la dimensione fantascientifica del romanzo facendogliene assumere una più vicina al saggio storico. Ermanno Paccagnini ha evidenziato la coerenza narrativa e stilistica di Affinati, che riprende immagini e suggestioni delle sue precedenti opere, come Soldati del 1956 e Campo del sangue.

## Tematiche
Nel romanzo è riconoscibile una vena da pamphlet, attraverso l'accentuazione di quelle caratteristiche già presenti nella Roma dell'epoca in cui veniva scritto (l'immigrazione massiccia da ogni parte del mondo, la marginalizzazione dei ceti disagiati, l'arroganza dei "nuovi ricchi", la latitanza delle istituzioni statali). Come il personaggio di padre Kosič suggerisce nel suo confronto con Affo, non si capisce che vantaggio possano trarre i derelitti dell'Esquilino dalla distruzione del Domix: non potranno giovarsi dei ritrovati tecnologici presenti al suo interno e non ci sarà nessun miglioramento nell'aria inquinata di Roma, oltre che registrare sicuramente delle perdite di vite umane. Il romanzo (non la voce narrante, infatuata di Affo, visto come un ribelle anarchico e romantico) sembra suggerire che il terrorismo non è una soluzione, tanto che la situazione migliora per le persone comuni solo dopo l'intervento dello Stato, che smantella il Domix costruendo al suo posto un parco pubblico. Le citazioni della Seconda guerra mondiale rimandano ad un periodo in cui, forse, il bene e il male erano più facilmente riconoscibili e si fronteggiavano a viso aperto.

## Edizioni
- Eraldo Affinati, Il nemico negli occhi, Scrittori italiani e stranieri, Milano, Mondadori, 2001,  p. 328, ISBN 88-04-48815-8.